# Castello di Casteldoria
Il castello di Casteldoria (noto anche come castello dei Doria di Santa Maria Coghinas) era una struttura medievale fortificata, situata in una collina granitica in Sardegna, nella sub-regione storica dell'Anglona e nell'attuale comune di Santa Maria Coghinas.

## Storia
Le notizie sul castello sono molto discordanti in alcuni passaggi ma gli studi e le ricerche condotte in questi anni hanno permesso di collocarlo nelle vicende che riguardano Genova, la Corona d'Aragona, gli Arborea, i Malaspina e le guerre dei giudicati sardi.
Come richiama il nome è stato edificato intorno al XII sec. dalla famiglia Doria che aveva forti interessi nell'area e iniziò proprio in quegli anni a fortificare i possidementi difensivi della Repubblica Genovese nel nord della Sardegna, tra cui anche l'importante Castelsardo. 
Le prime attestazioni scritte sulla presenza del maniero risalgono agli anni successivi, periodo in cui Genova e Pisa erano in conflitto per il dominio sull'isola sarda, nel 1282 la famiglia Malaspina partecipò finanziariamente sostenendo la fazione genovese ed il 3 febbraio acquistò da Brancaleone Doria la curatoria dell'Anglona e Casteldoria stesso.
Il complesso però tornò quasi subito in mano doriana, nel 1308 infatti Brancaleone e suo figlio Bernabò, che allora erano vassalli della Corona d'Aragona, siglarono un accordo dei possedimenti detto Castra et loca ac terras con il re Giacomo II.
Da atti del 1321 si incomincia a inquadrare la vita e la composizione del possedimento, risulta che Francesco da Silva, notaio genovese e cancelliere di Brancaleone si recò a Casteldoria insieme al suo signore per rogare 3 atti di grande importanza: confermare la donazione effettuata dal castellano Pietro de Barra della località denominata Gorgoiosa ai borghesi per la coltivazione all'interno delle mura del castello e sottrarre gli abitanti dello stesso al podestà di Coghinas, sottoponendoli al castellano e al vicario dell'Anglona. Tutto questo testimonia la volontà della famiglia genovese di espandere Casteldoria e di renderlo di primaria importanza per la dominazione e l'influenza doriana nell'area, non solo militare, infatti l'estensione delle mura risultavano molto più lontane dalla torre e racchiudevano molte altre abitazioni, gli orti e i campi coltivati.
Dalla metà del XIV sec. la fortezza, insieme a quella di Chiaramonti cadde in mani aragonesi (in conflitto con Genova) occupata da Rambaldo de Corbera per conto di re Pietro IV di Aragona nel 1354, anno in cui viene restaurato, nel 1357 Brancaleone tenta di riappropriarsene con un concordato destinato a Pietro IV ma fallisce.
Nel 1361 Pietro IV per tenere sotto controllo i territori decide di infeudare Casteldoria all'aragonese Poncio de Altarippa ma sempre nello stesso anno dopo un trattato di pace il giudicato di Gallura venne ceduto a Mariano IV d'Arborea e i territori del Coghinas passarono in mani arborensi. Da questi trattati emergono anche i nominativi di 13 individui, che corrisponderebbero ai capi famiglia residenti nel borgo con una popolazione totale stimata sui 40/60 abitanti.
Cinque anni più tardi, nel 1366 Brancaleone Doria decide di capovolgere la situazione alleandosi con Pietro IV e contrastare così Mariano IV di Arborea per riprendere i domini perduti. Dal ritrovamento di un documento negli archivi di Barcellona risulta che a cavallo del 1367 i Doria e gli Arborea in lotta decisero di accordarsi e concordare nozze politiche e d'interesse fra la famosa «giudichessa» Eleonora d'Arborea e Brancaleone e viene mostrato anche come Casteldoria sia stato la dote degli arborensi.
Il castello rimane praticamente in mano di Eleonora d'Arborea fino ai primi anni del 1400, anni in cui ne prende il possesso Cassano Doria e successivamente nel 1417 il giudice di Arborea Guglielmo III di Narbona che in conflitto con famiglia genovese.
Nel 1420 Casteldoria subisce una ribellione dei sudditi insieme ai castelli di Osilo e Monteacuto.
Negli anni successivi il castello passa per molte mani e molti sovrani ma nei secoli XV e XVI subisce un lento declino che lo porterà agli inizi del 1700 ad essere saccheggiato, demolito e danneggiato in molteplici parti dai piemontesi insediatisi nell'isola.

## Le strutture e il borgo
La fortificazione di carattere fortemente genovese oggi è in stato di semi abbandono ed è situata in cima ad una rupe denominata "Monti di lu Casteddu" o anche "Monte Urtigiu" a circa 220 m s.l.m.. In una posizione strategica dell'Anglona da dove si può ammirare un paesaggio che arriva sino alla costa del golfo dell'Asinara e all'area di Castelsardo, fra le antiche pertinenze del giudicato di Torres e di Gallura. La collina fortificata è a ridosso della catena collinare del Monte Ruju, sovrastando dall'alto la piana, il fiume Coghinas ed il lago di Casteldoria, area molto importante per la fertilità delle terre, ma usato anche per i traffici marini sin dall'epoca romana.
Del castello medievale rimangono ben poche rovine, la più importante struttura ben conservata è sicuramente la famosa torre dei Doria, visibile da lontano e che identifica l'intero complesso, ma sono ancora presenti alcuni tratti delle mura, i resti di una cappella e una grande cisterna che sembra servisse per l'approvvigionamento idrico.

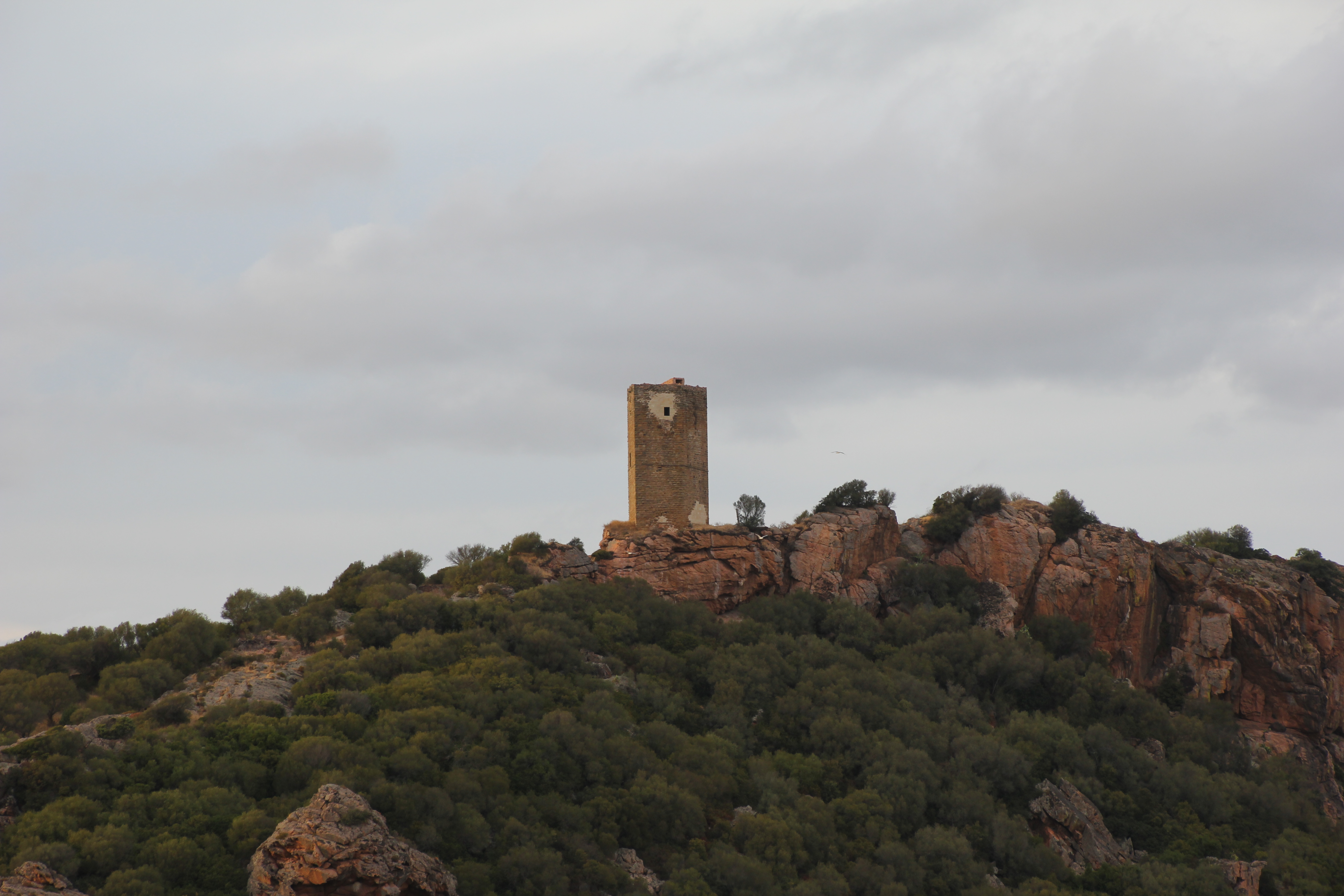
La torre dei Doria

La torre con la sua forma particolare pentagonale mostra una porta lungo il lato nord orientale, mentre in altezza (che supera i 20 metri) sempre sullo stesso lato sono presenti altre due grandi aperture non allineate e nel lato nord occidentale si trova una grande finestra in corrispondenza del primo piano. All’interno sono presenti tre livelli in legno più la copertura finale con un camminamento e tegole. La separazione tra il piano terra e il primo piano è realizzata da una volta con passaggio ad est per la scala di accesso. Il terzo piano, prima del terrazzo superiore, era ricavato con un soppalco di legname del quale si conservano ancora le tracce delle originarie travature portanti. All’esterno sono evidenti le ristrutturazioni antiche ma anche quelle più recenti.
Il materiale della torre è costituito da grandi blocchi granitici e rettangolari saldati a malta. All’interno le mura sono costituite dalla medesima pietra mentre il sacco è in scaglie di granito e scarti di lavorazione ricavati dai blocchi esterni. Il basamento è di forma circolare caratterizzato da una muratura in granito locale senza alcun tipo di legante. Le strutture tenute con la malta invece rispecchiano le caratteristiche delle varie strutture di terrazzamento presenti tutte intorno e degli ambienti localizzati nello spazio tra il vertice nord occidentale della torre e della cisterna di approvvigionamento.
Insieme ad una parte delle mura perimetrali e degli edifici citati sparsi per tutta la collina sono visibili altri materiali e soprattutto resti che rimandano al borgo antico sorto, molto probabilmente in contemporanea col castello nella seconda metà del Duecento, periodo in cui il giudicato di Gallura e quello di Sassari, si erano appena estinti ed iniziavano i conflitti per il possesso dei loro vasti territori. Il villaggio è documentato in forma scritta sin dal 1321 e nelle decime del 1341, per le quali "domino Nicolai rectore Castri de Auria empuriensis diocesis" versa due libbre in alfonsini. Un altro documento, datato 1361, descrive il borgo e la fortezza, alla quale si accedeva tramite più ingressi ed al cui interno si trovava una piccola cappella dedicata a san Nicola.

## Miti e leggende
Ci sono molti miti e leggende che riguardano Casteldoria, molte tramandate dagli abitanti del luogo durante i secoli ma anche da fonti autorevoli. La torre infatti deve la sua fama alle tante storie che la rendono protagonista assoluta del luogo, la più famosa è quella narrata da Grazia Deledda nei Racconti sardi del 1894.
La leggenda ci dice che è presente un cunicolo sotterraneo scavato tra la fortezza e la cappella di San Giovanni di Viddaeccia (attuale Viddalba), tuttora presente e che è situata dall'altra parte del fiume Coghinas, il passaggio segreto sarebbe servito ai Doria per recarsi in chiesa durante le festività.
Nelle vicinanze della fortificazione la scrittrice sarda fa riferimento alla conca di la muneta ("conca della moneta") dove si dice che i Doria battessero denaro. In questa conca molto profonda si narra che fosse presente una grande campana d'oro ed i passanti lanciavano una pietra dall'alto per farla suonare. La cisterna dove era contenuta ora è piena di pietre ed è invisibile. La leggenda narra anche di altri cunicoli sotterranei presenti al di sotto del maniero e di un esploratore che scoprì quattro grandi stanze segrete una delle quali piena d'oro e un'altra chiusa da una porta in ferro, impossibile da aprire dal giorno della morte dell'ultimo castellano, che conterrebbe ancora i tesori della famiglia genovese.
Si descrive anche il castello e si parla a ponente di grandi ed alti bastioni ombreggiati da alberi dove i Doria amavano passeggiare e dove le castellane sognavano nelle sere azzurre profumate dal fieno della pianura e dai giunchi del melanconico Coghinas.
Tutte le storie si ricollegano all'ultimo principe che ha regnato a Casteldoria. I galluresi dicono si chiamasse Andrea Doria ed è forse lo stesso che riacquistò i possedimenti degli spagnoli nel 1527.